# Vattennäbbmöss
Vattennäbbmöss (Neomys) är ett släkte däggdjur som förekommer i Europa och norra Asien. Släktet som tillhör familjen näbbmöss (Soricidae) bildas av tre arter.
Det vetenskapliga släktnamnet är sammansatt av de gammalgrekiska orden neos (ny) och mys (mus).

## Kännetecken
Arterna är anpassade för livet i vatten. De har vid tårna en krans av borstliknande hår som liksom simhud ger bättre förmåga att simma. Vattennäbbmusen har dessa hår dessutom på svansens undersida. Öronen är små och nästan helt gömda i pälsen. Den korta och täta pälsen har på ovansidan en gråbrun till svart färg, undersidan är ljusare, ibland vit. Arterna når en kroppslängd mellan 7 och 10 centimeter och därtill kommer en 4,5 till 8 centimeter lång svans. Vikten ligger mellan 12 och 18 gram.

## Utbredning och habitat
Utbredningsområdet sträcker sig över stora delar av Europa och norra Asien. De förekommer österut fram till Stilla havets kustlinje och söderut till Anatolien. Individerna vistas främst i närheten av vattenansamlingar som sjöar, floder eller träskmarker. Ibland besöker de områden längre bort från vattendrag.

## Levnadssätt
Vattennäbbmöss är flitiga simmare och dykare som hittar födan främst i vattnet. De vilar i underjordiska bon som de antingen gräver själva eller som övertas från andra små däggdjur. De kan vara aktiva på dagen och på natten. Individerna lever främst ensamma. Födan utgörs av både ryggradslösa djur, som insektslarver och små ryggradsdjur, som fiskar och groddjur.
Fortplantningssättet är främst känt för vattennäbbmusen och sumpnäbbmusen (se motsvarande artiklar).

## Arter
Släktet bildas av fyra arter:
- Vattennäbbmusen (Neomys fodiens) är jämförelsevis stor och förekommer från västra Europa till Stilla havet.
- Sumpnäbbmus eller Millers vattennäbbmus (Neomys anomalus) är mindre än den förstnämnda arten och mindre bra anpassad till vattenlivet. Den förekommer främst i Sydosteuropa och sällan i andra europeiska delar.
- Neomys milleri, hittas i Centraleuropa och glest fördelad i västra Asien. Infogades fram till 2015 i sumpnäbbmus.
- Neomys teres (tidigare även N. schelkovnikovi) lever i Kaukasusområdet och Anatolien.

IUCN listar alla fyra arter som livskraftig (LC).